# Нью-Берлін (Пенсільванія)
Нью-Берлін (англ. New Berlin) — місто (англ. borough) в США, в окрузі Юніон штату Пенсільванія. Населення — 801 особа (2020).

## Географія
Нью-Берлін розташований за координатами 40°52′54″ пн. ш. 76°58′52″ зх. д. / 40.88167° пн. ш. 76.98111° зх. д. (40.881592, -76.981127).  За даними Бюро перепису населення США в 2010 році місто мало площу 1,03 км², з яких 1,00 км² — суходіл та 0,03 км² — водойми.

## Демографія
Згідно з переписом 2010 року, у селищі мешкали 873 особи в 349 домогосподарствах у складі 257 родин. Густота населення становила 847 осіб/км².  Було 379 помешкань (368/км²).
Расовий склад населення:
| - 99,1 % — білих - 0,2 % — чорних або афроамериканців - 0,2 % — азіатів - 0,1 % — корінних американців |

До двох чи більше рас належало 0,3 %. Частка іспаномовних становила 0,2 % від усіх жителів.
За віковим діапазоном населення розподілялося таким чином: 23,6 % — особи молодші 18 років, 60,4 % — особи у віці 18—64 років, 16,0 % — особи у віці 65 років та старші. Медіана віку мешканця становила 41,3 року. На 100 осіб жіночої статі у селищі припадало 94,0 чоловіків;  на 100 жінок у віці від 18 років та старших — 97,9 чоловіків також старших 18 років.
Середній дохід на одне домашнє господарство  становив 61 951 долар США (медіана — 52 375), а середній дохід на одну сім'ю — 68 273 долари (медіана — 60 000). Медіана доходів становила 41 688 доларів для чоловіків та 24 805 доларів для жінок. За межею бідності перебувало 9,5 % осіб, у тому числі 11,9 % дітей у віці до 18 років та 4,7 % осіб у віці 65 років та старших.
Цивільне працевлаштоване населення становило 520 осіб. Основні галузі зайнятості: освіта, охорона здоров'я та соціальна допомога — 35,2 %, виробництво — 16,7 %, публічна адміністрація — 9,6 %, мистецтво, розваги та відпочинок — 9,2 %.